# Hoplonemertea
Hoplonemertea är en ordning av djur. Hoplonemertea ingår i klassen Enopla, fylumet slemmaskar och riket djur.
Hoplonemertea är enda ordningen i klassen Enopla.
Kladogram enligt Dyntaxa:
| Hoplonemertea | \| \| {{{1}}} \| \| \| \| |
|               | \| \| {{{1}}} \| \| \| \| |
|               | {{{1}}}                   |
|               |                           |

## Bildgalleri

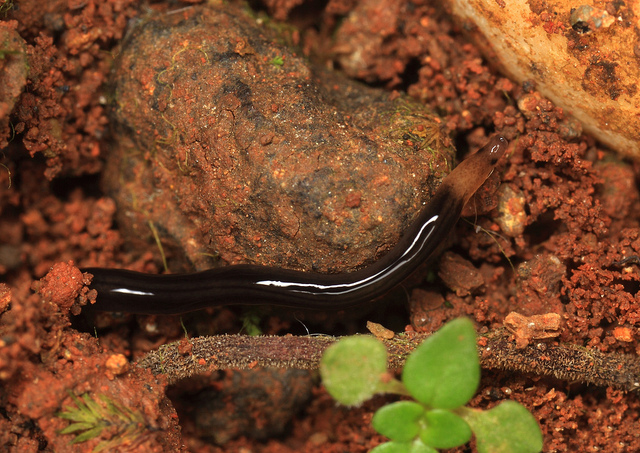
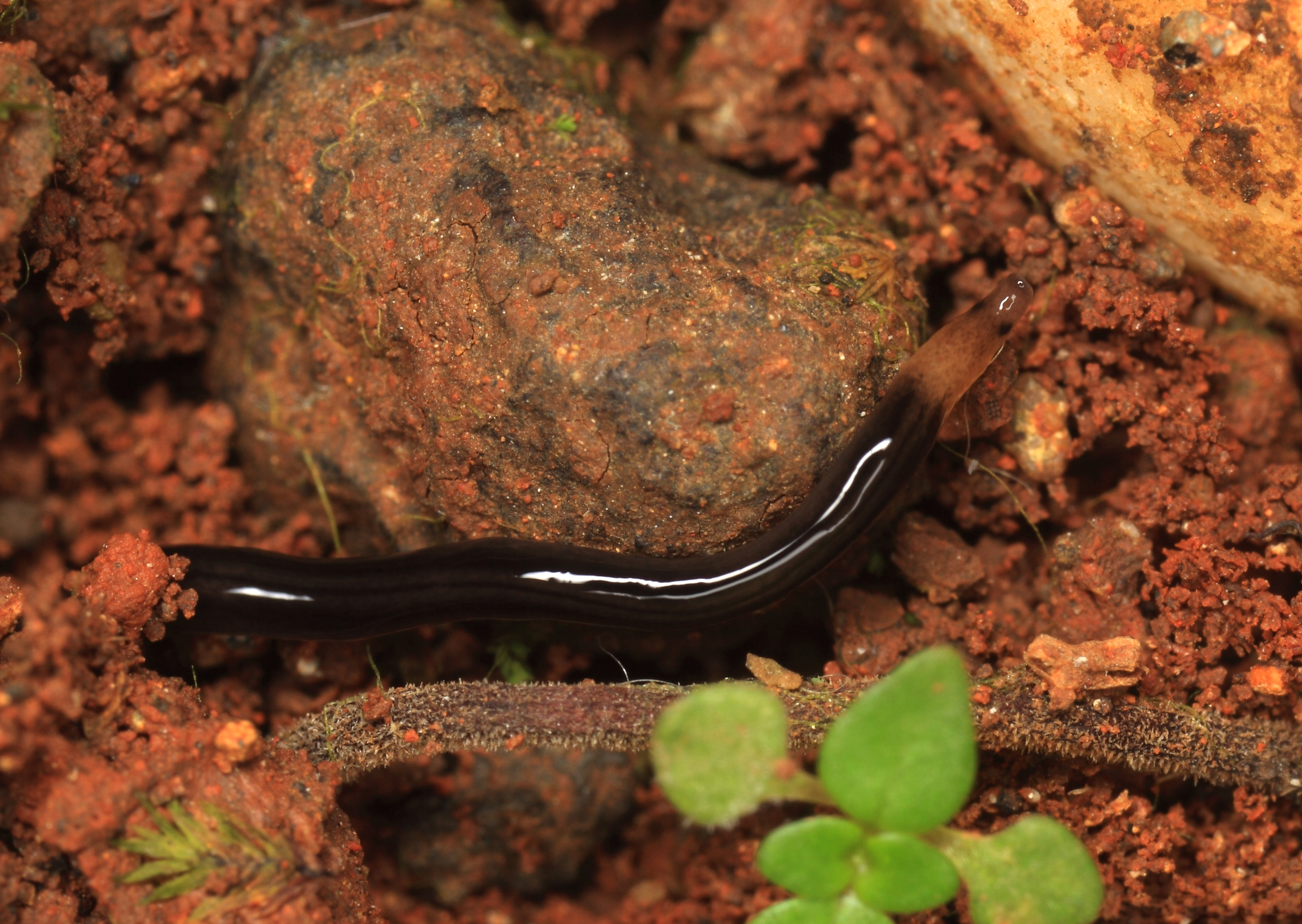
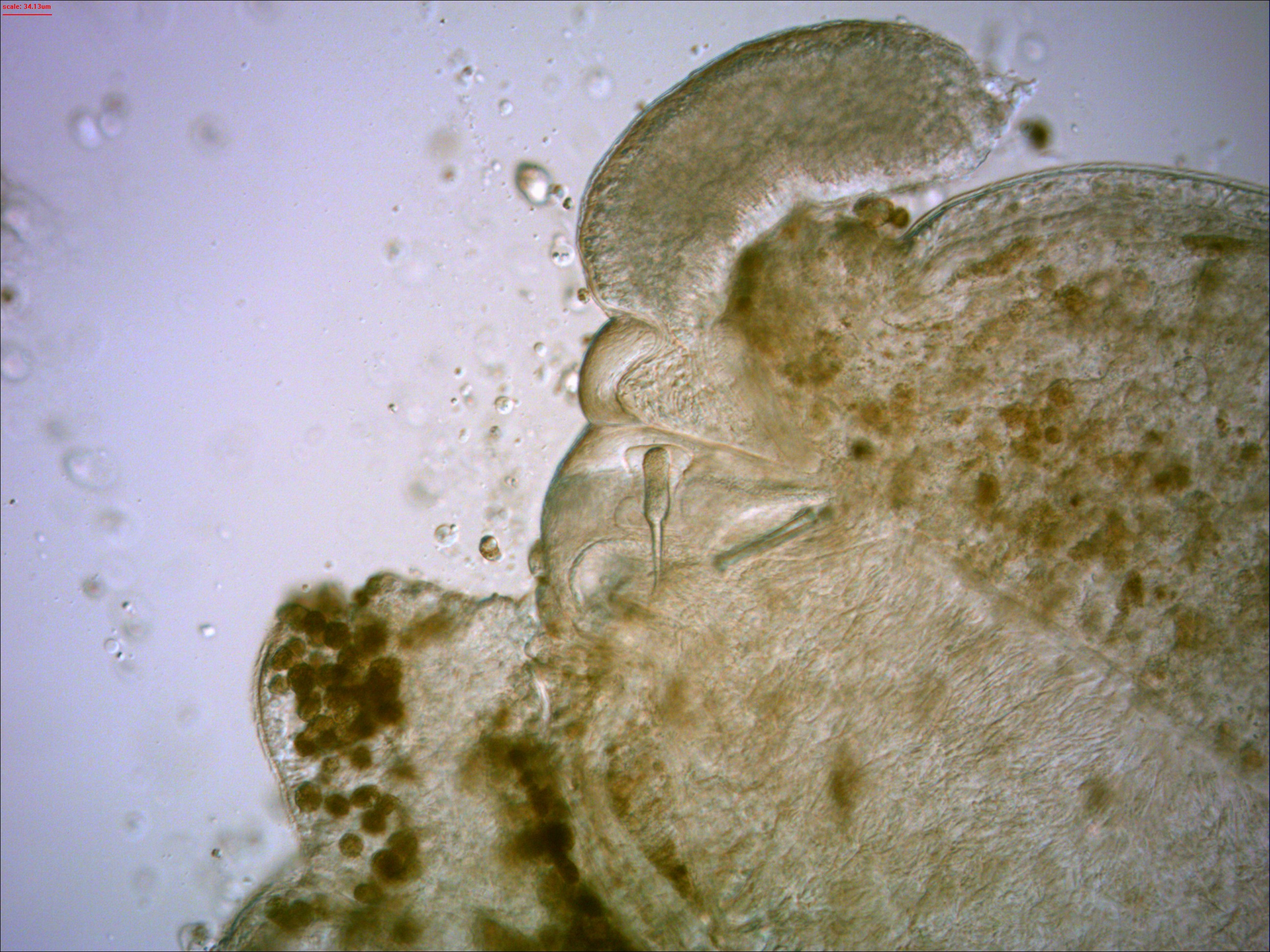
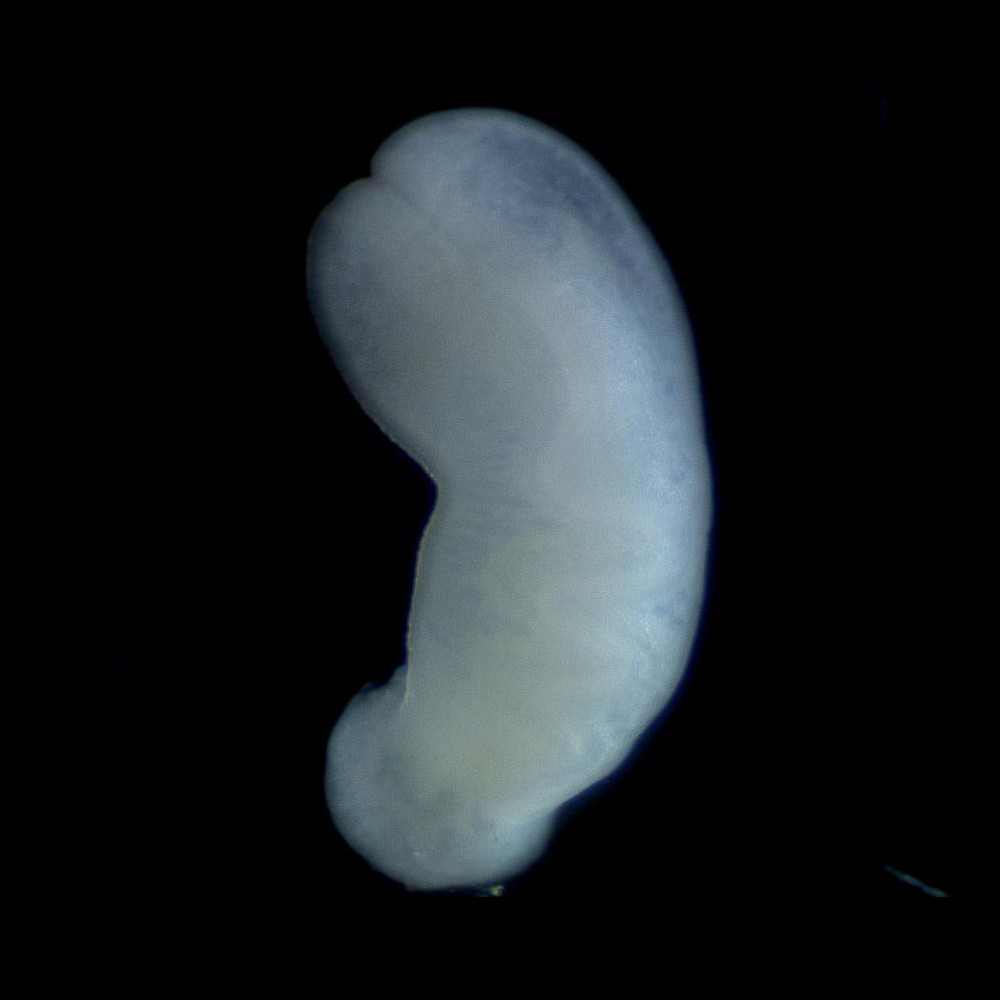
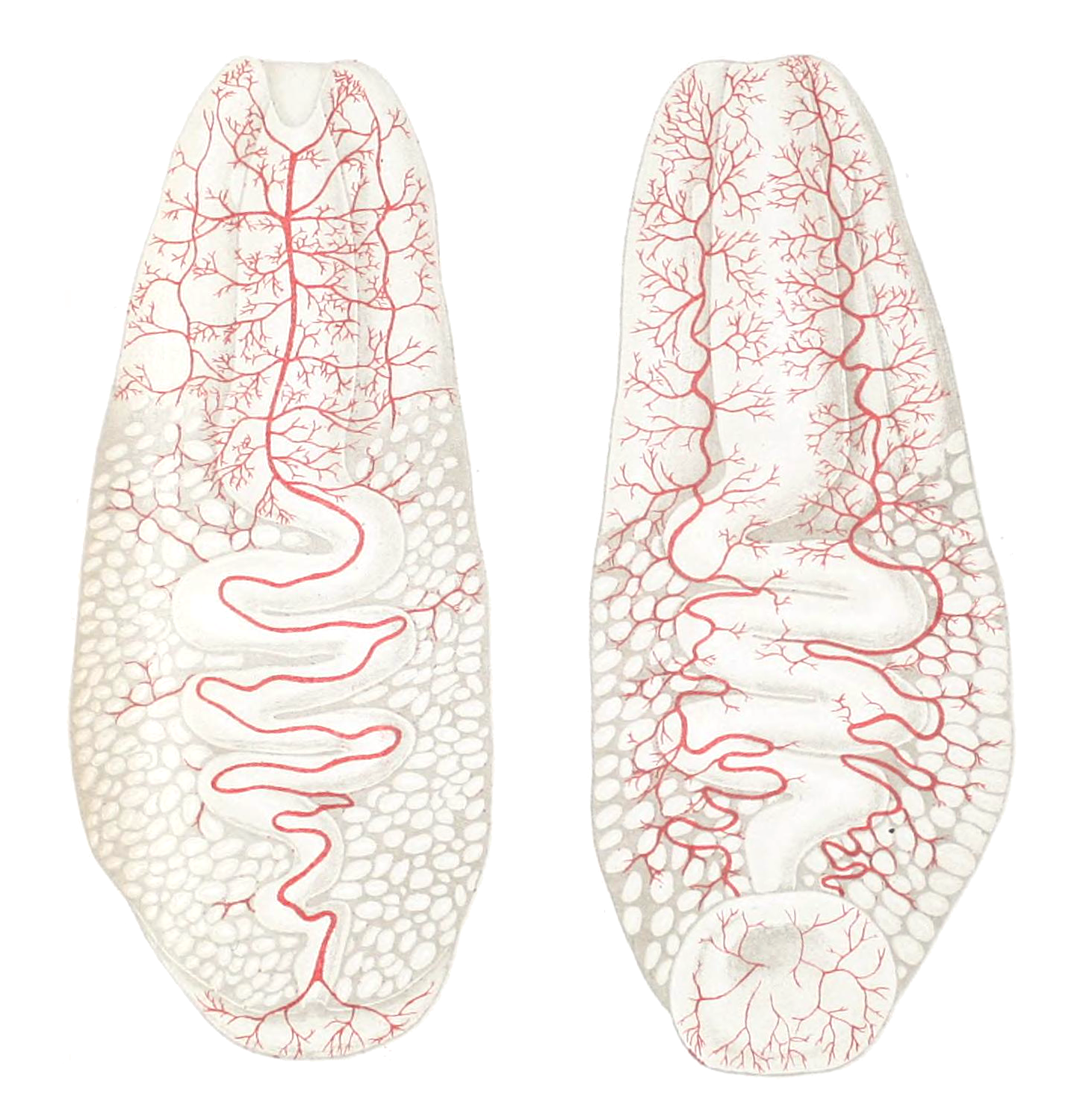
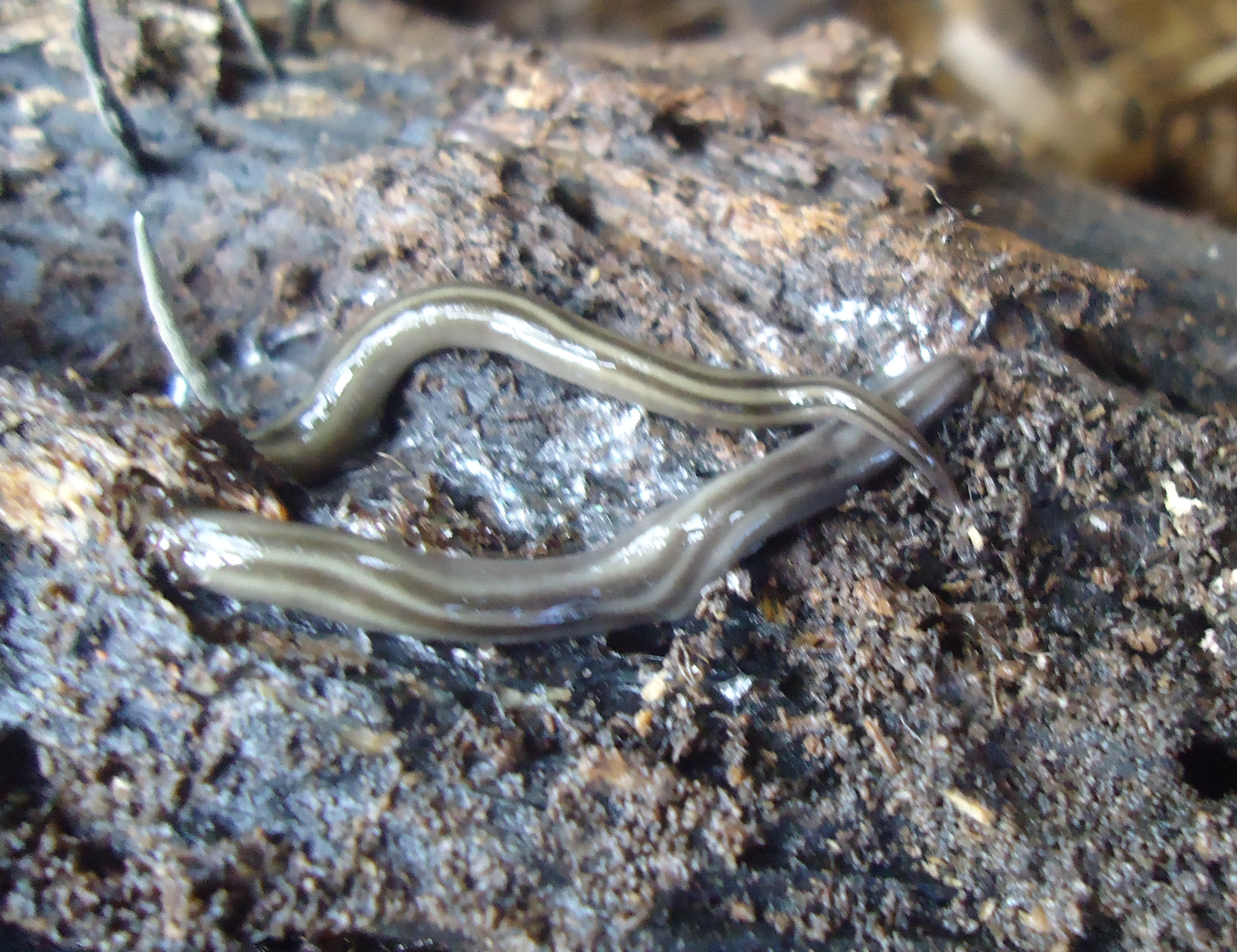